# Abby Quinn
Abby Quinn (nacida el 14 de abril de 1996) es una actriz estadounidense. Es conocida por su papel en la película de terror Llaman a la puerta de M. Night Shyamalan del 2023.

## Primeros años y educación
Quinn nació en Bloomfield, Michigan. Sus padres se divorciaron cuando ella era joven. Toca la guitarra desde los 7 años.
Quinn asistió a la Detroit Country Day School. Comenzó una licenciatura en la Universidad Carnegie Mellon en Pittsburgh, antes de abandonarla para mudarse a Los Ángeles para seguir una carrera en la actuación.

## Carrera
Quinn interpretó a Ali Jacobs en la película de comedia Landline de 2017 en su primer papel importante en una película. Se sintió atraída por la representación del divorcio de la película, ya que era diferente de su propia experiencia. La película fue bien recibida por los críticos, y Ann Hornaday de The Washington Post escribió: "Slate y Quinn son completamente creíbles como hermanas que ocupan un espacio entre la cercanía de gemelas y la alienación".
En 2018, Quinn interpretó a Josephine Cavallo en la película Radium Girls, junto a Joey King. La película tuvo su estreno mundial en el Festival de Cine de Tribeca 2018. En octubre de ese año, interpretó a Kristy Esposito en el final de la temporada 4 de Better Call Saul "Winner", y fue elegida como Annie Moffat en la adaptación cinematográfica de 2019 de Mujercitas.
En 2019, Quinn interpretó a Mabel Buchman en la comedia Loco por ti, junto a Helen Hunt y Paul Reiser. En julio de 2022, Quinn se unió al elenco de la comedia de terror Hell of a Summer, junto a D'Pharaoh Woon-A-Tai, Pardis Seremi, Finn Wolfhard, Billy Bryk y Fred Hechinger, con la dirección de Wolfhard y Bryk.
En 2023, Quinn interpretó a Adriane, una de las cuatro intrusas en la película de terror de M. Night Shyamalan Knock at the Cabin. La película fue bien recibida por la crítica y recaudó 52.1 millones de dólares en todo el mundo con un presupuesto de 20 millones de dólares.

## Filmografía

### Cine
| Año  | Título                         | Papel              | Notas            |
| ---- | ------------------------------ | ------------------ | ---------------- |
| 2014 | The Sisterhood of Night        | Tanya              |                  |
| 2016 | The Journey Is the Destination | Marte              |                  |
| 2017 | Landline                       | Ali Jacobs         |                  |
| 2018 | Good Girls Get High            | Sam                |                  |
| 2018 | Radium Girls                   | Josephine          |                  |
| 2018 | Bumblebee                      | Brenda             | Escena eliminada |
| 2019 | After the Wedding              | Grace Carlson      |                  |
| 2019 | Mujercitas                     | Annie Moffat       |                  |
| 2020 | Shithouse                      | Georgia            |                  |
| 2020 | I'm Thinking of Ending Things  | Tulsey Town Girl 3 |                  |
| 2022 | Torn Hearts                    | Jordan Wilder      |                  |
| 2023 | Llaman a la puerta             | Adriane            |                  |
| 2023 | Hell of A Summer               | Claire             |                  |
| TBA  | Fail to Prepare                |                    |                  |

### Televisión
| Año  | Título                            | Papel           | Notas                                    |
| ---- | --------------------------------- | --------------- | ---------------------------------------- |
| 2012 | Law & Order: Special Victims Unit | Hannah Webster  | Episodio: "Vanity's Bonfire"             |
| 2017 | Black Mirror                      | Meryl           | Episodio: "Arkangel"                     |
| 2018 | Better Call Saul                  | Kristy Esposito | Episodio: "Winner"                       |
| 2019 | Loco por ti                       | Mabel Buchman   | Protagonista (temporada 8), 12 episodios |